# James Edward Goettsche
(L'Osservatore Romano)
James Edward Goettsche (Los Angeles, 4 febbraio 1942 – Roma, 13 giugno 2023) è stato un organista statunitense.
Dal 1989 al 2010 è stato organista titolare della Basilica di San Pietro in Vaticano ed  organista delle celebrazioni liturgiche del Sommo Pontefice.

## Biografia
Discendente di una famiglia di origine tedesca emigrata dal Schleswig Holstein, nel 1961, mentre frequentava la San Francisco State University, conobbe il celeberrimo organista di San Pietro Ferdinando Germani che lo invitò a proseguire i suoi studi organistici a Roma dove, presso il Conservatorio Santa Cecilia e sotto la direzione dello stesso Germani, si diplomò nel 1968 in organo e composizione organistica. Dopo il diploma divenne organista della Basilica di Santa Francesca Romana al Foro Romano, dove per decenni diede dei regolari concerti domenicali che divennero famosi nei circoli musicali della capitale. Si trasferì definitivamente a Roma, che elesse a sua città adottiva e dove risiedette sino alla morte. Nello stesso periodo partecipa a trasmissioni televisive per la RAI e la Radio Vaticana.
Nel 1989 fu nominato organista titolare (modulator organorum) della Basilica di San Pietro in Vaticano e, dallo stesso anno fino al 2010, organista per le celebrazioni liturgiche del Sommo Pontefice. Fu inoltre organista della Cappella Giulia mantenendo il titolo di organista ad honorem della Basilica di Santa Francesca Romana al Foro Romano. Il maestro Goettsche fu anche docente presso vari conservatori di stato, ed in particolare presso il Conservatorio "Licinio Refice" di Frosinone, con gli insegnamenti di canto gregoriano e organo complementare.
Organista di fama internazionale, nel luglio 2009 fu nominato membro onorario della Associazione Italiana Organisti di Chiesa.

## Attività
Fu interprete raffinato della musica romantica e barocca. Predilesse soprattutto la musica di Johann Sebastian Bach, di cui eseguì molte volte l'opera omnia per organo, e quella di César Franck, del quale parimenti eseguì varie volte l'integrale organistica, registrandola infine per la Radio Vaticana. Nel 1985, durante le celebrazioni di Bach a Francoforte, Goettsche esegui il ciclo delle composizioni organistiche di Bach in dieci serate consecutive, e nei suoi concerti a volte invitava il pubblico a scegliere il programma della serata.

## Pubblicazioni
Per l'Assessorato alla Cultura di Padova, nel 1985, pubblicò il volume Johann Sebastian Bach. Le composizioni organistiche poi ristampato nel 1989 per l'Associazione Amici dell'Organo di Como.